# Lewis's

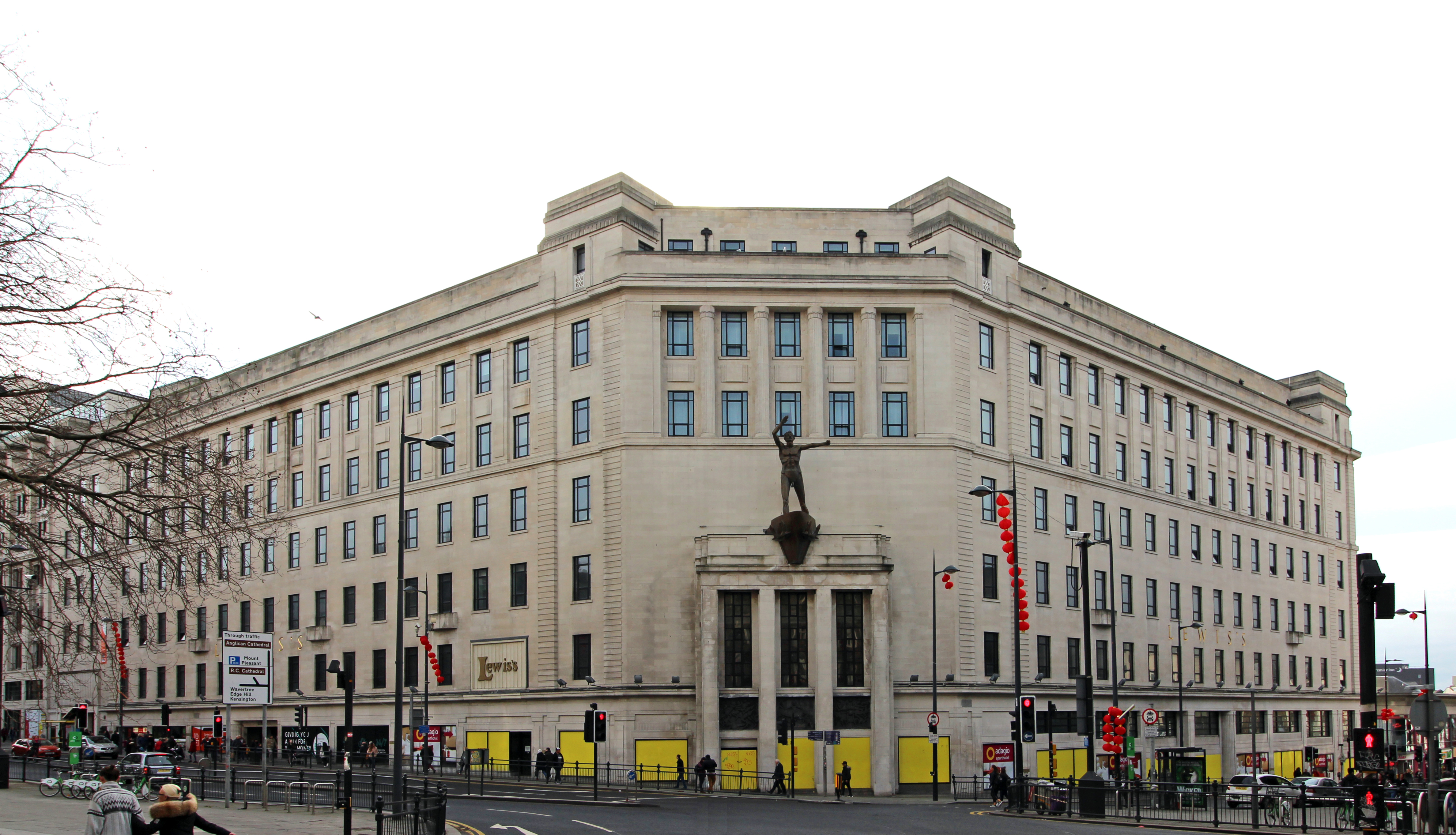
Lewis's-gebouw, Liverpool

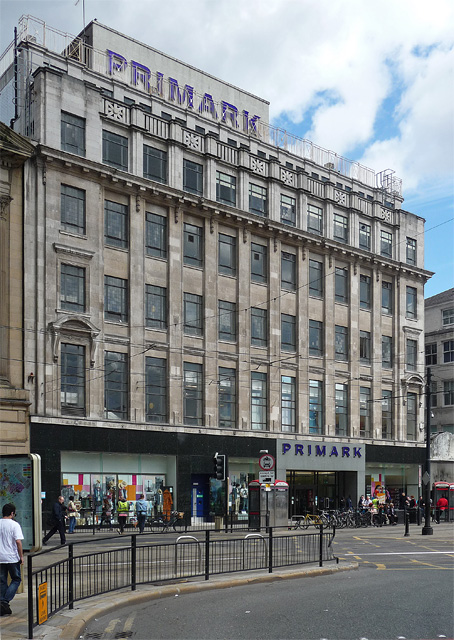
Voormalig Lewis's Department Store, Market Street, Manchester (als Primark, in 2008)

Lewis's was een keten van Britse warenhuizen die actief was van 1856 tot 2010. De eigenaren van Lewis's gingen verschillende keren onder bewind, ook in 1991. De eerste winkel, die in het centrum van Liverpool werd geopend, werd het vlaggenschip van de keten. Verschillende winkels in de keten werden in 1991 gekocht door het bedrijf Owen Owen en bleven een aantal jaren onder de merknaam Lewis opereren, maar na de sluiting van de winkel in Manchester in 2001 bleef alleen de oorspronkelijke winkel in Liverpool handelen onder de naam Lewis. . Deze winkel werd in 2007 verkocht aan Vergo Retail Ltd en in 2010 gesloten.
Lewis was van 1951 tot 1953 kortstondig lid van de International Association of Department Stores.

## Geschiedenis
De eerste Lewis's werd in 1856 in Liverpool geopend door ondernemer David Lewis, als een winkel voor heren- en jongenskleding, waarvan hij grotendeels zijn eigen kleding produceerde. In 1864 begon Lewis met het produceren van dameskleding. In de jaren 1870 werd de winkel uitgebreid en werden er afdelingen toegevoegd, waaronder schoenen in 1874 en tabak in 1879. Zijn motto was Vrienden van het Volk, en hij wilde dat de winkelervaring inclusief zou zijn.
De eerste Lewis's buiten Liverpool werd in 1877 geopend in het nabijgelegen Manchester. Op voorstel van Joseph Chamberlain werd in 1885 een andere winkel geopend aan de nieuwe Corporation Street in Birmingham. De winkel in Manchester beschikte over een levensgrote balzaal op de vijfde verdieping, die ook voor tentoonstellingen werd gebruikt. Totdat de Liverpoolse concurrent Owen Owen het pand overnam (zie hieronder), waren er ook op de vijfde verdieping kantoren gevestigd. In 1884 werd in Sheffield een vierde winkel geopend, maar deze bleek niet winstgevend en sloot in 1888.
Na de dood van Lewis in 1885 nam Louis Cohen de zaak over en leidde een periode van consolidatie. Na Cohens dood kwam de macht in handen van Harold en Rex Cohen, die het bedrijf in 1924 naar de beurs brachten. Er werden opnieuw nieuwe winkels geopend, in Glasgow (1929), Leeds (1932), Hanley in Stoke-on-Trent (1934) en Leicester (1936). Lewis's behoorden over het algemeen tot de grootste warenhuizen in hun steden.
Lewis nam in 1938 het Royal Welsh Warehouse over, het bedrijf dat op grote schaal met postorderbedrijven begon. Het bedrijf reageerde op de Anschluss met een totale boycot van goederen die uit nazi-Duitsland werden geïmporteerd, ondanks de druk van de pro-appeasement Nationale Regering van Neville Chamberlain.
In 1951 kocht de Lewis-groep het beroemde Londense warenhuis Selfridges, breidde dat merk uit door er in 1962 Moultons of Ilford aan toe te voegen en het om te dopen tot Selfridges. In 1965 werd Lewis onderdeel van de Sears Group, onder leiding van Charles Clore. In 1966 lanceerde de groep Miss Selfridge Fashions, dat later een zelfstandige winkelketen werd.
In 1964 werd er een vestiging geopend aan de promenade in Blackpool, naast de Blackpool Tower, op de plek van het Alhambra. Het gebouw had een opvallend jaren 1960-ontwerp, met een buitenkant met turquoise tegels. Na de sluiting in 1993 werd er begonnen met de bouw van een aantal bovenverdiepingen. Op het herontwikkelde terrein kwam een Mecca-bingozaal. Een deel van de begane grond werd vervolgens in gebruik genomen door Woolworths Group, en later door Poundland, Harry Ramsden's en een aantal kleinere winkels.
De winkel van het bedrijf in Manchester was een van de verschillende doelen die op 27 januari 1975 door het Provisional Irish Republican Army (IRA) werden aangevallen.

### Kerstgrot
De eerste kerstgrot ter wereld werd in 1879 in Lewis's geopend, met de titel 'Christmas Fairyland'. Het concept werd bedacht door de oprichter van de winkel, David Lewis, en werd opgenomen in het Guinness Book of Records. Het werd een vast onderdeel van het feestseizoen in Liverpool. Veel generaties bezochten hier voor het eerst de Kerstman . De laatste tentoonstellingen besloegen meer dan 930 m². In 2010 verhuisden de manager van de Lewis's kerstgrot, het tentoonstellingsteam en het personeel de Lewis's kerstgrot naar de vierde verdieping van Rapid Hardware, in het voormalige George Henry Lee (John Lewis) gebouw.

### Neergang
Het bedrijf ging in 1991 failliet als gevolg van een combinatie van problemen, waaronder de recessie begin jaren 1990 en het onvermogen om effectief te concurreren. Dit resulteerde erin dat concurrent Owen Owen uit Liverpool een aantal filialen van Lewis's opkocht (maar de merknaam Lewis's op de overgenomen winkels behield). Sir Philip Green bracht de verkoop van speelgoed op grote schaal nieuw leven in door het merk Kids HQ te lanceren in vier Lewis's Owen Owen-winkels, waaronder die in Liverpool en Manchester. Het filiaal in Leicester handelde na een management buy-out een tijdje zelfstandig onder de naam 'Lewis's of Leicester', maar werd uiteindelijk gesloten. Andere filialen, waaronder de winkel in Birmingham, sloten hun deuren.
Na de bomaanslag in Manchester in 1996 door de IRA werd  er winkelruimte in Lewis's verhuurd aan Marks & Spencer en andere kleinere retailers, die hun winkels moesten verlaten na de zware schade aan de Corn Exchange. Marks & Spencer en de kleine winkeliers verhuisden in 1999 naar een nieuw onderkomen. Lewis's kreeg daarna te maken met minder klanten en probeerde te overleven door zichzelf opnieuw uit te vinden als gedeeltelijk 'discountretailer'. In een laatste poging om de neergang een halt toe te roepen, werd de restantenkledingketen TK Maxx uitgenodigd om vanuit de kelderverdieping te handelen. In 2001 werd de vestiging in Manchester gesloten; tegenwoordig is er een vestiging van Primark gevestigd.
De laatste winkel van Lewis's, was de oorsponkelijke winkel in Liverpool. Dit volgde op de verkoop van andere Lewis's-filialen door Owen Owen aan andere exploitanten, waaronder Debenhams en Allders, in de jaren 1990.
Op 28 februari 2007 ging de winkel in Liverpool failliet. Op 23 maart 2007 werd het als een lopende onderneming verkocht aan Vergo Retail Ltd., waardoor de winkel onder de naam Lewis's kon blijven opereren. De winkel sloot definitief op 29 mei 2010, omdat het huurcontract niet verlengd kon worden. Tot aan de sluiting behield het gebouw zijn oorspronkelijke liften, die werden bediend door een liftbediende in plaats van door gebruikers.

## Wedergeboorte
Nadat Vergo Retail in 2010 failliet ging, werden de rechten op de naam Lewis's gekocht door Lewis's Home Retail Ltd. Ze waren van plan om later dat jaar een woonwinkel in Bury te openen en hebben sindsdien zes vestigingen van T.J. Hughes opgekocht, waaronder de vestiging in Liverpool, die ook de eerste vestiging van Owen Owen was.
Lewis's Home Retail kocht in 2014 zeven Paul Simon Homeware-winkels en lanceerde deze opnieuw onder het merk Lewis's. Dit viel samen met de lancering van de huishoudelijke artikelen van het merk 'Lewis's' door T.J. Hughes. De items zijn voorzien van het label 'Established 1856', een verwijzing naar de historische winkel. Lewis's Home Retail is ook eigenaar van aan Lewis gerelateerde merknamen, waaronder 'Kids HQ' en 'Owen Owen'.

## Voormalige vestigingen
- Ranelagh Street, Liverpool (1856–2010)
- Bold Street, Liverpool (1859-)
- Bon Marché, Basnett Street, Liverpool (1877-1950)
- Manchester (1877–2001)
- Sheffield (1884-1888)
- Birmingham (1885–1991)
- Glasgow (1929-1990) – werd Debenhams
- Leeds (1932–1996) – werd een Allders
- Hanley, Stoke-on-Trent (1934–1998) – werd in 1998 Debenhams genoemd totdat Debenhams ter ziele ging.
- Leicester (1936–1993)
- Bristol (1958–1981) – gekocht door John Lewis, later  Bentalls en House of Fraser
- Blackpool (1964–1993)
- Weston Favell (Supa-centrum) (1975-1985)
- Newcastle upon Tyne (1985–87), later Hamleys
- Preston (jaren 80-90) – voormalige winkel van Owen Owen.
- Oxford (1989–1996) – oorspronkelijk G.R. Cooper, in 1966 gekocht door Selfridges . De oorspronkelijke winkel werd in 1973 gesloopt als onderdeel van de Westgate-ontwikkeling en vervangen door een nieuwe winkel. Vervolgens Allders 1996-2005.
- Lakeside Shopping Centre (1989-1991)
- Londen (Selfridges)
- Ellesmere Port (Supa-Centrum)
- Geplande winkel in Cheadle, Greater Manchester

## Huidige vestigingen
Er zijn niet-oorspronkelijke winkels die eigendom zijn van en worden beheerd door Lewis's Home Retail Limited, en voormalige Paul Simon Stores die zijn omgedoopt tot Lewis's in Chelmsford en Harlow in Essex.

## Lewis's Bank
Vanaf 1928 had Lewis's in elke winkel een bankafdeling . Het werd in 1934 opgericht als dochteronderneming met beperkte aansprakelijkheid en was van 1958 tot 1967 eigendom van Martins Bank, waarna het werd gekocht door Lloyds Bank. Het bleef tot in de jaren 1980 in bedrijf.

### Lewis's Bank onder Martins Bank
Details over het negenjarige eigendom van Lewis's Bank door Martins Bank (1958-1967) zijn gepubliceerd in het Martins Bank Archief. Lewis behield zijn naam en functioneerde als een aparte entiteit naast Martins. Het Martins Bank Archive beheert een database met gegevens over het personeel van Lewis's Bank, die negen jaar beslaat. Stamboomonderzoekers kunnen hier informatie opvragen over nieuwe medewerkers, overgeplaatste en/of gepromoveerde medewerkers, huwelijken, pensioneringen en overlijdens.

## Populaire cultuur
- De winkel gaf aanleiding tot de bekende uitdrukking "Standing there like one of Lewis's". Omdat het een populaire ontmoetingsplek was voor koppels die op zoek waren naar een relatie, werd 'staan als een van Lewis' gezien als 'opgestaan worden'. Het is ook wel eens toegeschreven aan werkeloos personeel, de standbeelden van Jacob Epstein (Liverpool Resurgent ) bij de vestiging in Liverpool en The Man of Fire bij de vestiging in Hanley, of de reputatie van de Lewis's Arcade bij de vestiging in Manchester (zoals gepopulariseerd in de film Hell is a City uit 1960).
- De klei-animatiefilm Truckers van Terry Pratchett uit 1990 bevat korte scènes in het filiaal van Lewis's in Manchester, zoals te zien is in de aftiteling.
- De regel "Meet under a statue exceedingly bare" in het refrein van het volkslied "In my Liverpool Home" is een verwijzing naar het naakte mannelijke standbeeld "Liverpool Resurgent " van Jacob Epstein, aan de buitenkant van het Liverpool Lewis's-gebouw, boven het portiek van de hoofdingang. Het verwees naar de gewoonte van inwoners van Liverpool die van plan waren om elkaar in de stad te ontmoeten, om af te spreken om 'te ontmoeten onder de man'.